# LHCb 실험
LHCb(대형 강입자 충돌기 바닥 쿼크, 영어: Large Hadron Collider beauty) 실험은 CERN의 대형 강입자 충돌기에서 데이터를 수집하는 입자 물리학 검출기이다. LHCb는 b 및 c-강입자 (즉, 바닥 쿼크와 맵시 쿼크를 포함하는 무거운 입자)의 상호작용에서 CP 위반 매개변수를 측정하는 데 특화되어 있다. 이러한 연구는 우주의 물질-반물질 비대칭을 설명하는 데 도움이 될 수 있다. 이 검출기는 또한 전방 영역에서 생성 단면적, 이색 강입자 분광학 및 전기·약 물리학 측정을 수행할 수 있다. LHCb 협력단은 실험을 구축, 운영 및 데이터를 분석하는 22개국 98개 과학 기관의 약 1650명으로 구성되어 있다. 빈센초 바뇨니가 2023년 7월 1일 크리스 파크스(2020-2023년 대변인)에 이어 협력단의 대변인이 되었다. 이 실험은 스위스 제네바 국경 근처 프랑스 페르네-볼테르와 가까운 LHC 터널의 8번 지점에 위치해 있다. (작은) MoEDAL 실험은 같은 동굴을 공유한다.

## 물리학 목표
이 실험은 중대량(바닥 쿼크 및 맵시 쿼크), 전기약력 및 양자 색역학(QCD) 물리학의 많은 중요한 측면을 다루는 광범위한 물리학 프로그램을 가지고 있다. B 중간자를 포함하는 6가지 주요 측정이 확인되었다. 이들은 2010-2012년 첫 고에너지 LHC 실행을 위한 핵심 물리학 프로그램을 구성한 로드맵 문서에 설명되어 있다. 여기에는 다음이 포함된다:
- 희귀 Bs → μ+ μ− 붕괴의 분기 비율 측정.
- 맛 변화 중성류 Bd → K* μ+ μ− 붕괴에서 뮤온 쌍의 전방-후방 비대칭 측정. 이러한 맛 변화 중성류는 표준 모형에서 나무 수준에서 발생할 수 없으며, 상자 및 고리 파인만 다이어그램을 통해서만 발생한다. 붕괴의 속성은 새로운 물리학에 의해 크게 변경될 수 있다.
- Bs 진동 유무에 따른 붕괴 간의 간섭으로 인한 붕괴 Bs → J/ψ φ에서 CP 위반 위상 측정. 이 위상은 표준 모형에서 이론적 불확실성이 가장 작은 CP 관측값 중 하나이며, 새로운 물리학에 의해 크게 변경될 수 있다.
- 방사성 B 붕괴, 즉 최종 상태에 광자가 있는 B 중간자 붕괴의 속성 측정. 특히, 이는 다시 맛 변화 중성류 붕괴이다.
- 유니타리 행렬 각도 γ의 트리 수준 결정.
- 맵시 없는 전하를 띤 이체 B 붕괴.

## LHCb 검출기
두 개의 b-강입자가 주로 동일한 전방 원뿔에서 생성된다는 사실은 LHCb 검출기 배치에 활용된다. LHCb 검출기는 수평으로 10~300 밀리라디안 (mrad), 수직 평면에서 250mrad의 극각 범위를 갖는 단일 암 전방 분광기이다. 수평 및 수직 평면 간의 비대칭은 주 자기장 성분이 수직 방향인 큰 쌍극자 자석에 의해 결정된다.

LHCb 협력단의 로고

### 하위 시스템
꼭짓점 위치 파악기(VELO)는 양성자 상호작용 영역 주위에 구축된다. 상호작용 지점 근처의 입자 궤적을 측정하여 1차 및 2차 꼭짓점을 정확하게 분리하는 데 사용된다.
검출기는 LHC 빔에서 7 밀리미터 (0.28 in) 떨어진 곳에서 작동한다. 이는 엄청난 입자 플럭스를 의미한다. VELO는 약 3년 동안 연간 1014 p/cm2 이상의 통합 플루언스를 견디도록 설계되었다. 검출기는 진공 상태에서 작동하며 이산화 탄소(CO2) 시스템을 사용하여 약 −25 °C (−13 °F)로 냉각된다. VELO 검출기의 데이터는 Beetle ASIC에 의해 증폭되고 읽혀진다.
VELO
- 건설 중인 꼭짓점 위치 파악기(VELO).
- VELO의 한 요소

RICH-1 검출기(고리형 이미징 체렌코프 검출기)는 꼭짓점 검출기 바로 뒤에 위치한다. 저운동량 궤적의 입자 식별에 사용된다.
주 트래킹 시스템은 쌍극자 자석 앞뒤에 배치된다. 전하를 띤 입자의 궤적을 재구성하고 운동량을 측정하는 데 사용된다. 트래커는 세 가지 하위 검출기로 구성된다:
- LHCb 쌍극자 자석 앞에 위치한 실리콘 스트립 검출기인 트래커 투리첸시스(Tracker Turicensis)
- 외측 트래커. 쌍극자 자석 뒤에 위치하며 검출기 수용 범위의 바깥 부분을 덮는 스트로 튜브 기반 검출기
- 내측 트래커. 쌍극자 자석 뒤에 위치하며 검출기 수용 범위의 안쪽 부분을 덮는 실리콘 스트립 기반 검출기

트래킹 시스템 다음에는 RICH-2가 있다. 이는 고운동량 궤적의 입자 유형을 식별할 수 있게 한다.
전자기 및 강입자 칼로리미터는 전자, 광자 및 강입자의 에너지를 측정한다. 이러한 측정은 트리거 수준에서 큰 횡단 운동량을 가진 입자(고-Pt 입자)를 식별하는 데 사용된다.
뮤온 시스템은 사건에서 뮤온을 식별하고 트리거하는 데 사용된다.

### LHCb 업그레이드 (2019-2021)
2018년 말 LHC는 업그레이드를 위해 가동이 중단되었으며, 현재 2022년 초 재가동이 계획되어 있다. LHCb 검출기의 경우 거의 모든 하위 검출기가 현대화되거나 교체될 예정이다. 현대화된 꼭짓점 위치 파악기, 상류 트래커(UT) 및 섬광 섬유 트래커(SciFi)로 구성된 완전히 새로운 트래킹 시스템을 갖게 될 것이다. RICH 검출기도 업데이트될 것이며, 전체 검출기 전자 장치도 마찬가지이다. 그러나 가장 중요한 변화는 실험의 완전 소프트웨어 트리거로의 전환인데, 이는 기록된 모든 충돌이 중간 하드웨어 필터링 단계 없이 정교한 소프트웨어 프로그램에 의해 분석될 것임을 의미한다 (과거에 병목 현상이 발견되었기 때문).

## 결과
2011년 양성자-양성자 실행 동안 LHCb는 7 TeV의 충돌 에너지에서 1 fb−1의 통합 광도를 기록했다. 2012년에는 8 TeV의 에너지에서 약 2 fb−1가 수집되었다. 2015-2018년(LHC Run 2) 동안에는 13 TeV의 질량 중심 에너지에서 약 6 fb−1가 수집되었다. 또한, 양성자-납, 납-납 및 크세논-크세논 충돌에서 소량의 샘플이 수집되었다. LHCb 설계는 또한 VELO 부피 내에 주입된 가스(헬륨 또는 네온)와 입자 빔의 충돌을 연구할 수 있게 하여 고정 표적 실험과 유사하게 만들었다. 이 설정은 일반적으로 "SMOG"이라고 불린다. 이러한 데이터 세트는 협력단이 많은 추가 측정과 함께 정밀 표준 모형 테스트의 물리학 프로그램을 수행할 수 있게 한다. 2021년 현재 LHCb는 500개 이상의 과학 논문을 발표했다.

### 강입자 분광학
LHCb는 바닥 쿼크와 맵시 쿼크 강입자를 연구하기 위해 설계되었다. 알려지지 않은 X(3872)와 같은 알려진 입자에 대한 정밀 연구 외에도, 이 실험을 통해 다수의 새로운 강입자가 발견되었다. 2021년 현재, 모든 4개의 LHC 실험은 총 약 60개의 새로운 강입자를 발견했으며, 그 중 대부분은 LHCb에 의해 발견되었다. 2015년, LHCb 실험에서 바닥 람다 중입자 (Λ0
b) 붕괴 분석은 명백한 펜타쿼크의 존재를 밝혀냈다. 이는 "우연한" 발견으로 묘사되었다. 다른 주목할 만한 발견으로는 2017년의 "이중 맵시" 중입자 {\displaystyle \Xi _{\rm {cc}}^{++}}가 있는데, 이는 두 개의 무거운 쿼크를 가진 최초의 알려진 중입자이다. 그리고 2020년의 완전히 맵시 쿼크로 이루어진 테트라쿼크 {\displaystyle \mathrm {T} _{\rm {cccc}}}가 있는데, 이는 두 개의 맵시 쿼크와 두 개의 맵시 반쿼크로 구성되어 있다.
|    | 쿼크 구성                                      | 입자 이름                                    | 유형        | 발견 연도 |
| -- | ---------------------------------------------- | -------------------------------------------- | ----------- | --------- |
| 1  | {\displaystyle {\rm {bud}}}                    | {\displaystyle \Lambda _{\rm {b}}(5912)^{0}} | 들뜬 중입자 | 2012      |
| 2  | {\displaystyle {\rm {bud}}}                    | {\displaystyle \Lambda _{\rm {b}}(5920)^{0}} | 들뜬 중입자 | 2012      |
| 3  | {\displaystyle {\rm {c{\bar {u}}}}}            | {\displaystyle {\rm {D_{J}(2580)^{0}}}}      | 들뜬 중간자 | 2013      |
| 4  | {\displaystyle {\rm {c{\bar {u}}}}}            | {\displaystyle {\rm {D_{J}(2740)^{0}}}}      | 들뜬 중간자 | 2013      |
| 5  | {\displaystyle {\rm {c{\bar {d}}}}}            | {\displaystyle {\rm {D_{J}^{*}(2760)^{+}}}}  | 들뜬 중간자 | 2013      |
| 6  | {\displaystyle {\rm {c{\bar {u}}}}}            | {\displaystyle {\rm {D_{J}(3000)^{0}}}}      | 들뜬 중간자 | 2013      |
| 7  | {\displaystyle {\rm {c{\bar {u}}}}}            | {\displaystyle {\rm {D_{J}^{*}(3000)^{0}}}}  | 들뜬 중간자 | 2013      |
| 8  | {\displaystyle {\rm {c{\bar {d}}}}}            | {\displaystyle {\rm {D_{J}^{*}(3000)^{+}}}}  | 들뜬 중간자 | 2013      |
| 9  | {\displaystyle {\rm {c{\bar {s}}}}}            | {\displaystyle {\rm {D_{s1}^{*}(2860)^{+}}}} | 들뜬 중간자 | 2014      |
| 10 | {\displaystyle {\rm {bsd}}}                    | {\displaystyle \Xi _{\rm {b}}^{'-}}          | 들뜬 중입자 | 2014      |
| 11 | {\displaystyle {\rm {bsd}}}                    | {\displaystyle \Xi _{\rm {b}}^{*-}}          | 들뜬 중입자 | 2014      |
| 12 | {\displaystyle {\rm {{\bar {b}}u}}}            | {\displaystyle {\rm {B_{J}(5840)^{+}}}}      | 들뜬 중간자 | 2015      |
| 13 | {\displaystyle {\rm {{\bar {b}}d}}}            | {\displaystyle {\rm {B_{J}(5840)^{0}}}}      | 들뜬 중간자 | 2015      |
| 14 | {\displaystyle {\rm {{\bar {b}}u}}}            | {\displaystyle {\rm {B_{J}(5970)^{+}}}}      | 들뜬 중간자 | 2015      |
| 15 | {\displaystyle {\rm {{\bar {b}}d}}}            | {\displaystyle {\rm {B_{J}(5970)^{+}}}}      | 들뜬 중간자 | 2015      |
| 16 | {\displaystyle {\rm {c{\bar {c}}uud}}}         | {\displaystyle {\rm {P_{c}(4380)^{+}}}}      | 펜타쿼크    | 2015      |
| 17 | {\displaystyle {\rm {c{\bar {c}}s{\bar {s}}}}} | {\displaystyle {\rm {X(4274)}}}              | 테트라쿼크  | 2016      |
| 18 | {\displaystyle {\rm {c{\bar {c}}s{\bar {s}}}}} | {\displaystyle {\rm {X(4500)}}}              | 테트라쿼크  | 2016      |
| 19 | {\displaystyle {\rm {c{\bar {c}}s{\bar {s}}}}} | {\displaystyle {\rm {X(4700)}}}              | 테트라쿼크  | 2016      |
| 20 | {\displaystyle {\rm {c{\bar {u}}}}}            | {\displaystyle {\rm {D_{3}^{*}(2760)^{0}}}}  | 들뜬 중간자 | 2016      |
| 21 | {\displaystyle {\rm {cud}}}                    | {\displaystyle \Lambda _{\rm {c}}(2860)^{+}} | 들뜬 중입자 | 2017      |
| 22 | {\displaystyle {\rm {css}}}                    | {\displaystyle \Omega _{\rm {c}}(3000)^{0}}  | 들뜬 중입자 | 2017      |
| 23 | {\displaystyle {\rm {css}}}                    | {\displaystyle \Omega _{\rm {c}}(3050)^{0}}  | 들뜬 중입자 | 2017      |
| 24 | {\displaystyle {\rm {css}}}                    | {\displaystyle \Omega _{\rm {c}}(3066)^{0}}  | 들뜬 중입자 | 2017      |
| 25 | {\displaystyle {\rm {css}}}                    | {\displaystyle \Omega _{\rm {c}}(3090)^{0}}  | 들뜬 중입자 | 2017      |
| 26 | {\displaystyle {\rm {css}}}                    | {\displaystyle \Omega _{\rm {c}}(3119)^{0}}  | 들뜬 중입자 | 2017      |
| 27 | {\displaystyle {\rm {ccu}}}                    | {\displaystyle \Xi _{\rm {cc}}^{++}}         | 중입자      | 2017      |
| 28 | {\displaystyle {\rm {bsd}}}                    | {\displaystyle \Xi _{\rm {b}}(6227)^{-}}     | 들뜬 중입자 | 2018      |
| 29 | {\displaystyle {\rm {buu}}}                    | {\displaystyle \Sigma _{\rm {b}}(6097)^{+}}  | 들뜬 중입자 | 2018      |
| 30 | {\displaystyle {\rm {bdd}}}                    | {\displaystyle \Sigma _{\rm {b}}(6097)^{-}}  | 들뜬 중입자 | 2018      |
| 31 | {\displaystyle {\rm {c{\bar {c}}}}}            | {\displaystyle \psi _{3}(3842)}              | 들뜬 중간자 | 2019      |
| 32 | {\displaystyle {\rm {c{\bar {c}}uud}}}         | {\displaystyle {\rm {P_{c}(4312)^{+}}}}      | 펜타쿼크    | 2019      |
| 33 | {\displaystyle {\rm {c{\bar {c}}uud}}}         | {\displaystyle {\rm {P_{c}(4440)^{+}}}}      | 펜타쿼크    | 2019      |
| 34 | {\displaystyle {\rm {c{\bar {c}}uud}}}         | {\displaystyle {\rm {P_{c}(4457)^{+}}}}      | 펜타쿼크    | 2019      |
| 35 | {\displaystyle {\rm {bud}}}                    | {\displaystyle \Lambda _{\rm {b}}(6146)^{0}} | 들뜬 중입자 | 2019      |
| 36 | {\displaystyle {\rm {bud}}}                    | {\displaystyle \Lambda _{\rm {b}}(6152)^{0}} | 들뜬 중입자 | 2019      |
| 37 | {\displaystyle {\rm {bss}}}                    | {\displaystyle \Omega _{\rm {b}}(6340)^{-}}  | 들뜬 중입자 | 2020      |
| 38 | {\displaystyle {\rm {bss}}}                    | {\displaystyle \Omega _{\rm {b}}(6350)^{-}}  | 들뜬 중입자 | 2020      |
| 39 | {\displaystyle {\rm {bud}}}                    | {\displaystyle \Lambda _{\rm {b}}(6070)^{0}} | 들뜬 중입자 | 2020      |
| 40 | {\displaystyle {\rm {csd}}}                    | {\displaystyle \Xi _{\rm {c}}(2923)^{0}}     | 들뜬 중입자 | 2020      |
| 41 | {\displaystyle {\rm {csd}}}                    | {\displaystyle \Xi _{\rm {c}}(2939)^{0}}     | 들뜬 중입자 | 2020      |
| 42 | {\displaystyle {\rm {cc{\bar {c}}{\bar {c}}}}} | {\displaystyle {\rm {T_{cccc}}}}             | 테트라쿼크  | 2020      |
| 43 | {\displaystyle {\rm {{\bar {c}}d{\bar {s}}u}}} | {\displaystyle {\rm {X_{0}(2900)}}}          | 테트라쿼크  | 2020      |
| 44 | {\displaystyle {\rm {{\bar {c}}d{\bar {s}}u}}} | {\displaystyle {\rm {X_{1}(2900)}}}          | 테트라쿼크  | 2020      |
| 45 | {\displaystyle {\rm {bsu}}}                    | {\displaystyle \Xi _{\rm {b}}(6227)^{0}}     | 들뜬 중입자 | 2020      |
| 46 | {\displaystyle {\rm {{\bar {b}}s}}}            | {\displaystyle {\rm {B_{s}(6063)^{0}}}}      | 들뜬 중간자 | 2020      |
| 47 | {\displaystyle {\rm {{\bar {b}}s}}}            | {\displaystyle {\rm {B_{s}(6114)^{0}}}}      | 들뜬 중간자 | 2020      |
| 48 | {\displaystyle {\rm {c{\bar {s}}}}}            | {\displaystyle {\rm {D_{s0}(2590)^{+}}}}     | 들뜬 중간자 | 2020      |
| 49 | {\displaystyle {\rm {c{\bar {c}}s{\bar {s}}}}} | {\displaystyle {\rm {X(4630)}}}              | 테트라쿼크  | 2021      |
| 50 | {\displaystyle {\rm {c{\bar {c}}s{\bar {s}}}}} | {\displaystyle {\rm {X(4685)}}}              | 테트라쿼크  | 2021      |
| 51 | {\displaystyle {\rm {c{\bar {c}}u{\bar {s}}}}} | {\displaystyle {\rm {Z_{cs}(4000)^{+}}}}     | 테트라쿼크  | 2021      |
| 52 | {\displaystyle {\rm {c{\bar {c}}u{\bar {s}}}}} | {\displaystyle {\rm {Z_{cs}(4220)^{+}}}}     | 테트라쿼크  | 2021      |

1. ↑  약어는 쿼크 이름의 첫 글자이다 (위='u', 아래='d', 꼭대기='t', 바닥='b', 맵시='c', 기묘='s'). 반쿼크는 위에 줄이 있다.
2. ↑  이전에 알려지지 않은 쿼크의 조합
3. ↑  이전에 알려지지 않은 쿼크의 조합; 두 개의 맵시 쿼크를 가진 최초의 중입자,
그리고 지금까지 LHC에서 발견된 유일한 약하게 붕괴하는 입자.
4. ↑  CMS와 동시에; CMS는 발견을 주장할 충분한 데이터가 없었다.
5. ↑  이전에 알려지지 않은 쿼크의 조합; 맵시 쿼크로만 구성된 최초의 테트라쿼크
6. ↑  이전에 알려지지 않은 쿼크의 조합; 모든 쿼크가 다른 최초의 테트라쿼크

### CP 위반 및 혼합
B 중간자 붕괴에서 전하-패리티 (CP) 위반 연구는 LHCb 실험의 주요 설계 목표이다. 2021년 현재, LHCb 측정은 CKM 유니타리 행렬에 의해 기술된 그림을 놀라운 정밀도로 확인한다. 유니타리 행렬의 각도 {\displaystyle \gamma \,\,(\alpha _{3})}는 이제 약 4°로 알려져 있으며, 간접적인 결정과 일치한다.
2019년, LHCb는 맵시 중간자 붕괴에서 CP 위반을 발견했다고 발표했다. 이는 케이온이나 B 중간자 외의 입자 붕괴에서 CP 위반이 관찰된 첫 사례이다. 관찰된 CP 비대칭의 비율은 기존 이론적 예측의 상한에 있어 입자 이론가들 사이에서 표준 모형을 넘어선 물리학의 가능한 영향에 대한 관심을 불러일으켰다.
2020년, LHCb는 Bs 중간자 붕괴에서 시간 의존적 CP 위반을 발견했다고 발표했다. Bs 중간자가 그 반입자로 진동하고 다시 돌아오는 진동 주파수는 2021년에 매우 정밀하게 측정되었다.

### 희귀 붕괴
희귀 붕괴는 표준 모형에서 심하게 억제되는 붕괴 모드로, 아직 알려지지 않은 물리학 메커니즘의 잠재적 효과에 민감하게 반응한다.
2014년, LHCb와 CMS 실험은 네이처에 공동 논문을 발표하며 매우 희귀한 붕괴 {\displaystyle \mathrm {B} _{\rm {s}}^{0}\to \mu ^{+}\mu ^{-}}의 발견을 알렸는데, 그 비율은 표준 모형 예측에 가까운 것으로 밝혀졌다. 이 측정은 비율의 큰 증가를 예측했던 초대칭 이론의 가능한 매개변수 공간을 심하게 제한했다. 그 이후로 LHCb는 이 붕괴 모드에서 더 정밀한 측정을 담은 여러 논문을 발표했다.
B 중간자의 여러 희귀 붕괴에서 이상 현상이 발견되었다. 가장 유명한 예는 붕괴 {\displaystyle \mathrm {B} ^{0}\to \mathrm {K} ^{*0}\mu ^{+}\mu ^{-}}에서 발견된 소위 {\displaystyle \mathrm {P} _{5}^{'}} 각도 관측값인데, 데이터와 이론적 예측 간의 편차가 수년 동안 지속되었다. 여러 희귀 붕괴의 붕괴율도 이론적 예측과 다르지만, 후자에는 상당한 불확실성이 있다.

### 렙톤 맛 보편성
표준 모형에서, 전하를 띤 렙톤(전자, 뮤온, 타우 렙톤)과 게이지 보존 사이의 결합은 렙톤 질량에서 발생하는 작은 차이만을 제외하고 동일할 것으로 예상된다. 이 가설은 "렙톤 맛 보편성"이라고 불린다. 결과적으로, b 강입자의 붕괴에서 전자와 뮤온은 비슷한 비율로 생성되어야 하며, 렙톤 질량으로 인한 작은 차이는 정확하게 계산할 수 있다.
LHCb는 {\displaystyle \mathrm {B} ^{+}\to \mathrm {K} ^{+}\mu ^{+}\mu ^{-}} 붕괴율을 {\displaystyle \mathrm {B} ^{+}\to \mathrm {K} ^{+}\mathrm {e} ^{+}\mathrm {e} ^{-}} 붕괴율과 비교하여 이러한 예측에서 벗어나는 현상을 발견했다. 그리고 유사한 과정에서도 발견되었다. 그러나 해당 붕괴가 매우 드물기 때문에, 최종 결론을 내리기 위해서는 더 많은 데이터셋을 분석해야 한다.
2021년 3월, LHCb는 렙톤 보편성의 이상 현상이 "3 표준 편차" 통계적 유의성 임계값을 넘어섰다고 발표했는데, 이는 0.1%의 유의 확률로 해석된다. 기호 {\displaystyle {\mathcal {B}}}가 주어진 붕괴가 발생할 확률을 나타내는 {\displaystyle R_{\rm {K}}={\frac {{\mathcal {B}}(\mathrm {B} ^{+}\to \mathrm {K} ^{+}\mu ^{+}\mu ^{-})}{{\mathcal {B}}(\mathrm {B} ^{+}\to \mathrm {K} ^{+}\mathrm {e} ^{+}\mathrm {e} ^{-})}}}의 측정값은 {\displaystyle 0.846_{-0.041}^{+0.044}}로 밝혀졌으며, 반면 표준 모형은 1에 매우 가깝다고 예측한다. 2022년 12월, 개선된 측정은 이러한 이상 현상을 기각했다.
2023년 8월, LHCb와 Belle II가 렙톤 붕괴 {\displaystyle b\rightarrow s\ell ^{+}\ell ^{-}} (여기서 {\displaystyle \ell =e,\mu }) 및 준렙톤 붕괴 {\displaystyle b\rightarrow s\ell \nu }에서 공동으로 수행한 탐색은 보편성 위반에 대한 새로운 한계를 설정했다.

### 기타 측정
LHCb는 양자색역학, 전기약력 물리학 연구에 기여했으며, 천체입자 물리학을 위한 단면적 측정값을 제공했다.

## 같이 보기
- B 공장
- Belle II 실험